# تهیکریان
تهیکریان (به انگلیسی: Thikrian) یک روستا در پاکستان است که در ناحیه گجرات واقع شده‌است. تهیکریان L نفر جمعیت دارد.